# Roland (ciclismo)
L'Israel Premier Tech Roland è una squadra femminile svizzera di ciclismo su strada con licenza di UCI Women's WorldTeam.
Fondata dal manager svizzero Ruben Contreras e diretta dall'ex ciclista russo Sergej Klimov, la squadra ha sede nel Distretto di Losanna ed è attiva tra le Elite UCI dal 2018. Dalla stagione 2022 ha licenza di UCI Women's WorldTeam; dal 2023 costituisce la controparte femminile del team israeliano Israel-Premier Tech.

## Cronistoria

### Annuario
| Anno | Codice | Nome                                 | Cat. | Biciclette | Dirigenza |
| ---- | ------ | ------------------------------------ | ---- | ---------- | --- |
| 2018 | CGS    | Cogeas-Mettler Pro Cycling Team      | WT   | Look       | Manager: Ruben Contreras Dir. sportivi: Sergej Klimov, Loïc Hugentobler, Manuel Rebollo                                                                      |
| 2019 | CGS    | Cogeas Mettler Look Pro Cycling Team | WT   | Look       | Manager: Ruben Contreras Dir. sportivi: Sergej Klimov, Edward Beamon, Grégory Cassini, Loïc Hugentobler                                                      |
| 2020 | CGS    | Cogeas Mettler Look Pro Cycling Team | CTW  | Look       | Manager: Ruben Contreras Dir. sportivi: Sergej Klimov, Edward Beamon, Grégory Cassini, Jurij Gurjanov, Loïc Hugentobler, Michel Renfer, Valentina Scandolara |
| 2021 | CGS    | Cogeas Mettler Look Pro Cycling Team | CTW  | Look       | Manager: Ruben Contreras Dir. sportivi: Sergej Klimov, Edward Beamon, Loïc Hugentobler, Michel Renfer                                                        |
| 2022 | CGS    | Roland Cogeas Edelweiss Squad        | WTW  | Look       | Manager: Ruben Contreras Dir. sportivi: Sergej Klimov, Sari Saarelainen                                                                                      |
| 2023 | CGS    | Israel Premier Tech Roland           | WTW  | Factor     | Manager: Ruben Contreras Dir. sportivi: Sergej Klimov, Cédric Bugnon, Jochen Dornbusch, Loïc Hugentobler, Dror Pekatch, Marco Sias                           |

### Classifiche UCI
Aggiornato al 31 dicembre 2022.
| Anno | Classifica    | Pos. | Migliore cl. individuale        |
| ---- | ------------- | ---- | ------------------------------- |
| 2018 | World Ranking | 14º  | Ol'ga Zabelinskaja (27ª)        |
| 2018 | World Tour    | 20º  | Ol'ga Zabelinskaja (67ª)        |
| 2019 | World Ranking | 15º  | Ol'ga Zabelinskaja (28ª)        |
| 2019 | World Tour    | 24º  | Ol'ga Zabelinskaja (100ª)       |
| 2020 | World Ranking | 17º  | Marija Novolodskaja (69ª)       |
| 2020 | World Tour    | 23º  | Marija Novolodskaja (113ª)      |
| 2021 | World Ranking | 17º  | Amber Neben (75ª)               |
| 2021 | World Tour    | 27º  | Ol'ga Zabelinskaja (128ª)       |
| 2022 | World Ranking | 18º  | Tamara Dronova-Balabolina (30ª) |
| 2022 | World Tour    | 14º  | Tamara Dronova-Balabolina (20ª) |

## Palmarès
Aggiornato al 9 agosto 2023.

### Grandi Giri
- Giro d'Italia

Partecipazioni: 4 (2019, 2020, 2022, 2023)
Vittorie di tappa: 0
Vittorie finali: 0
Altre classifiche: 0
- Tour de France

Partecipazioni: 2 (2022, 2023)
Vittorie di tappa: 0
Vittorie finali: 0
Altre classifiche: 0

### Campionati nazionali
- Campionati austriaci: 1

Cronometro: 2023 (Anna Kiesenhofer)
- Campionati ciprioti: 4

In linea: 2018, 2019 (Antri Christoforou)
Cronometro: 2018, 2019 (Antri Christoforou)
- Campionati croati: 1

Cronometro: 2020 (Mia Radotić)
- Campionati russi : 4

In linea: 2020 (Diana Klimova)
Cronometro: 2018 (Ol'ga Zabelinskaja); 2019 (Anastasija Pljaskina); 2021 (Tamara Dronova)
- Campionati statunitensi: 1

In linea: 2019 (Amber Neben)
- Campionati svizzeri: 1

In linea: 2022 (Caroline Baur)
- Campionati uzbeki: 2

In linea: 2019 (Ol'ga Zabelinskaja)
Cronometro: 2019 (Ol'ga Zabelinskaja)

## Organico 2023
Aggiornato al 9 agosto 2023.

### Staff tecnico
|  | Naz.                | Ruolo | Sportivo         |  |  |  |
|  | ------------------- | ----- | ---------------- |  |  |  |
|  | Svizzera (bandiera) | GM    | Ruben Contreras  |  |  |  |
|  | Russia (bandiera)   | DS    | Sergej Klimov    |  |  |  |
|  | Svizzera (bandiera) | DS    | Cédric Bugnon    |  |  |  |
|  | Germania (bandiera) | DS    | Jochen Dornbusch |  |  |  |
|  | Svizzera (bandiera) | DS    | Loïc Hugentobler |  |  |  |
|  | Israele (bandiera)  | DS    | Dror Pekatch     |  |  |  |
|  | Italia (bandiera)   | DS    | Marco Sias       |  |  |  |

### Rosa
|  | Naz.                     |  | Sportivo                  | Anno |  |  |
|  | ------------------------ |  | ------------------------- | ---- |  |  |
|  | Svizzera (bandiera)      |  | Caroline Baur             | 1994 |  |  |
|  | Germania (bandiera)      |  | Hannah Buch               | 2002 |  |  |
|  | Canada (bandiera)        |  | Maggie Coles-Lyster       | 1999 |  |  |
|  | Italia (bandiera)        |  | Sofia Collinelli          | 2001 |  |  |
|  | Belgio (bandiera)        |  | Fien Delbaere             | 1996 |  |  |
|  | Russia (bandiera)        |  | Tamara Dronova-Balabolina | 1993 |  |  |
|  | Svezia (bandiera)        |  | Nathalie Eklund           | 1991 |  |  |
|  | Irlanda (bandiera)       |  | Mia Griffin               | 1998 |  |  |
|  | Svizzera (bandiera)      |  | Elena Hartmann            | 1990 |  |  |
|  | Austria (bandiera)       |  | Anna Kiesenhofer          | 1991 |  |  |
|  | Italia (bandiera)        |  | Silvia Magri              | 2000 |  |  |
|  | Italia (bandiera)        |  | Nguyễn Thị Thật           | 2000 |  |  |
|  | Italia (bandiera)        |  | Elena Pirrone             | 1999 |  |  |
|  | Irlanda (bandiera)       |  | Alice Sharpe              | 1994 |  |  |
|  | Nuova Zelanda (bandiera) |  | Elizabeth Stannard        | 1997 |  |  |
|  | Gran Bretagna (bandiera) |  | Claire Steels             | 1986 |  |  |
|  | Italia (bandiera)        |  | Lara Vieceli              | 1993 |  |  |